# 卡拉堯
25°12′S 56°24′W / 25.200°S 56.400°W
卡拉堯（西班牙語：Carayaó），是巴拉圭的城鎮，位於該國東部，由卡瓜蘇省負責管轄，始建於1785年，面積920平方公里，海拔高度347米，2002年人口13,234，人口密度每平方公里14.38人。